# Ovodda
Ovodda (en sard, Ovodda) és un municipi italià, dins de la província de Nuoro. L'any 2007 tenia 1.732 habitants. Es troba a la regió de Barbagia di Ollolai Limita amb els municipis de Desulo, Fonni, Gavoi, Ollolai, Teti i Tiana.

## Administració
| Període | Identitat            | Partit        |
| ------- | -------------------- | ------------- |
| 2005-   | Maria Cristina Sedda | Llista Cívica |